# Adam Ensch

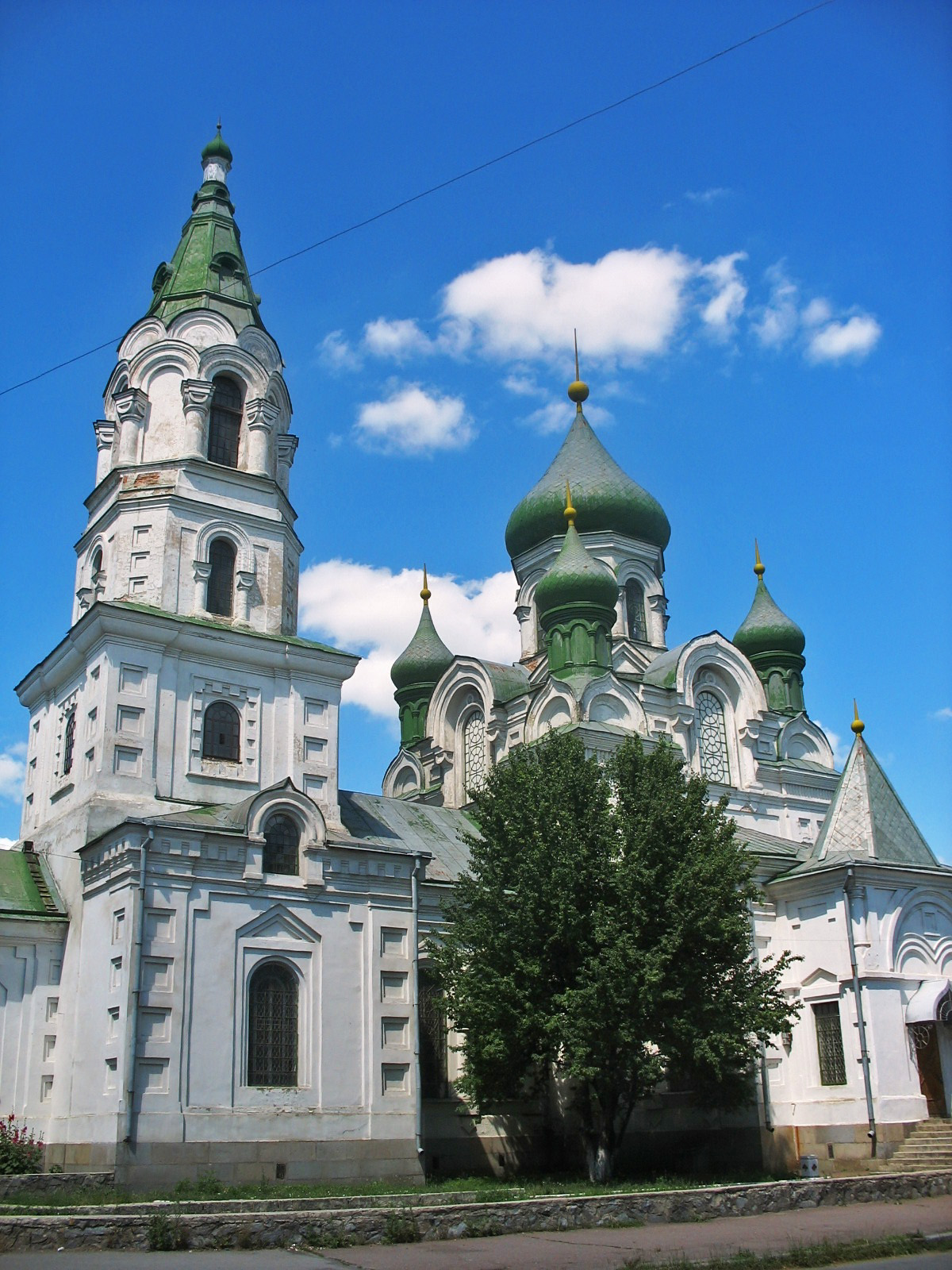
Cerkiew Podwyższenia Krzyża Świętego w Żytomierzu, obecnie muzeum przyrody

Adam Arnold Ensch (ur. 13 sierpnia?/25 sierpnia 1866 w Zduńskiej Woli, zm. 13 lutego 1920 w Rydze) – rosyjski inżynier, architekt polskiego pochodzenia.
Urodził się w rodzinie fabrykanta włókienniczego, studiował w petersburskim Instytucie Inżynierów Budownictwa, dyplom ukończenia i tytuł inżyniera otrzymał w 1890. W uznaniu wybitnych wyników w nauce otrzymał medal im. profesora N.A. Bespałowa i nagrodę finansową. W Instytucie nauczył się projektowania instalacji sanitarnych, wodociągowych, systemów kanalizacyjnych oraz obiektów komunalnych, po dyplomie wyjechał do Kijowa, gdzie pełnił obowiązki profesora na Uniwersytecie św. Włodzimierza. W 1896 wyjechał do Żytomierza, gdzie kierował budową sieci wodociągowej. Rok później na zlecenie zwierzchnika cerkwi Podwyższenia Krzyża Świętego opracował budowę nowej, murowanej świątyni. Stara zbudowana była z drewna i uległa uszkodzeniu. Jej budowa się zakończyła się w 1900, uroczystej konsekracji dokonał 10 grudnia metropolita Modest (Strilbyćkyj). Od 1895 przez trzy lata Adam Ensch był architektem miejskim w Żytomierzu oraz młodszym inżynierem budowlanym województwa wołyńskiego. W styczniu 1898 został powołany na głównego inżyniera budowlanego guberni jarosławskiej, w 1901 rada inżynierów budownictwa przyznała Adamowi Enschowi stypendium umożliwiające wyjazd zagraniczny. Podróżował po Europie Zachodniej i zapoznawał się ze sposobami budowy sieci wodociągowych, kanalizacyjnych i przepompowni ścieków. Po powrocie został przyjęty do Stowarzyszenia Architektów Petersburga, w sierpniu 1902 wyjechał na Krym, otrzymał zlecenie budowy sieci sanitarnych w Jałcie, Ałupce, Mischorze, Koreiz i Hasprze. W 1903 zwrócił się do zarządu Tomskiego Instytutu Technologicznego, który zorganizował konkurs na wykładowcę na wydziale sztuki i architektury budowlanej. Otrzymał tam etat, prowadził wykłady z budownictwa i architektury na Wydziale Budownictwa Lądowego oraz architektury ogólnej dla wydziałów mechanicznego, górniczego i chemicznego. W kwietniu 1905 przeniósł się do Rygi, gdzie wykładał budowę wodociągów i urządzeń sanitarnych na Politechnice. W 1907 potwierdzono uzyskanie przez Adama Enscha tytułu profesora nadzwyczajnego (otrzymał go w 1904 w Tomsku), tytuł profesora zwyczajnego otrzymał w 1917 na Wydziale Nauk Technicznych. Był autorem systemów wodociągowych i sanitarnych w Krzemieńczuku, Samarze, Kostromie, Kijowie oraz w Raszczuce w Bułgarii, za który otrzymał nagrodę międzynarodową.